# Kepler-1625 b
Kepler-1625 b — экзопланета обращающийся вокруг жёлтого карлика Kepler-1625, которая находится в созвездии Лебедя на расстоянии примерно 8000 световых лет (2500 парсек) от Солнца.
Крупный газовый гигант, он в 5,9-11,67 раза больше радиуса Земли и вращается вокруг звезды Kepler-1625 каждые 287,4 дня. Экзопланета размещается в пределах или вблизи зоны Златовласки системы, в зависимости от точного размера звезды.
В 2017 году было заявлено о том, что, возможно, была обнаружена экзолуна Kepler-1625 b I размером с Нептун, вращающаяся вокруг планеты Kepler-1625 b. Возможно, захват экзолуны произошёл вскоре после начала формирования обоих тел. В ходе формирования протопланет, одна из них набрала большую массу и получила преимущество в развитии, усиливавшееся с течением времени. Затем она превратилась в полноценный газовый гигант, а ядро другой протопланеты стало спутником планеты-гиганта. В 2023 году было объявлено, что большие экзолуны вокруг экзопланет Kepler-1625 b и Kepler-1708 b маловероятны.